# Капела, Клинт
Клинт Н’Думба-Капела (англ. Clint N'Dumba-Capela; род. 2 мая 1994 года в Женеве, Швейцария) — швейцарский профессиональный баскетболист, выступающий за команду Национальной баскетбольной ассоциации «Атланта Хокс».

## Ранние годы
Клинт Капела родился в Женеве Швейцария. Родители Клинта развелись спустя несколько месяцев после его рождения. Мама Клинта Капела воспитывала его и его братьев одна. Клинт Капела в детстве занимался футболом. Когда в возрасте 13 лет рост Клинта был 190 см, его старший брат посоветовал ему переключится на баскетбол. В 2009 году он играл за молодёжную сборную Швейцарии на чемпионате Европы по баскетболу среди юниоров, по окончании которого Клинт Капела переехал во Францию. Капела занимался в учебном центре ИНСЕП, расположенном в Париже.

## Профессиональная карьера

### Элан Шалон (2012—2014)
В 2012 году Клинт Капела стал игроком «Элан Шалон».
12 апреля Клинт 2014 года играл за сборную мира в тренировочном лагере Найк хуп саммит. В этом же месяце он объявил, что выставляет свою кандидатуру на драфт НБА 2014 года. По итогом чемпионата Франции по баскетболу 2013/2014 Клинта Капела признали самым прогрессирующим игроком лиги Pro A и самым лучшим молодым игроком лиги лиги Pro A.

### Хьюстон Рокетс (2014—2020)
26 июня 2014 года выбран под 25-м номером на драфте НБА 2014 года командой «Хьюстон Рокетс». 25 июля 2014 года он подписал контракт с «Рокетс». 6 октября 2015 года в матче с «Сакраменто Кингз» сделал первый дабл-дабл - 13 очков и 12 подборов. 19 ноября 2016 года в матче с «Юта Джаз» обновил личный рекорд результативности, набрав 20 очков.

### Атланта Хокс (2020—настоящее время)
5 февраля 2020 года «Хьюстон» обменял Капелу и Нене в «Атланту Хокс» и получил Роберта Ковингтона и Джордана Белла в рамках сделки с четырьмя командами по 12 игрокам.
28 декабря 2020 года Капела дебютировал в составе «Хокс», набрав семь очков, девять подборов и два блока в победном матче против «Детройт Пистонс».
22 января 2021 года Капела сделал свой первый в карьере трипл-дабл, набрав 13 очков, 19 подборов и 10 блоков в победном матче против «Миннесоты Тимбервулвз».
11 апреля 2023 года во время игры «Хокс» против «Майами Хит» Капела взял 21 подбор, а также четыре очка и два блока в победе со счетом 116-105, которая обеспечила «Хокс» седьмое место.
21 января 2025 года Капела был переведен на скамейку в пользу Оньеки Оконгву.

## Статистика

### Статистика в НБА
| Сезон                                                                                    | Команда | Регулярный сезон | Регулярный сезон | Регулярный сезон | Регулярный сезон | Регулярный сезон | Регулярный сезон | Регулярный сезон | Регулярный сезон | Регулярный сезон | Регулярный сезон | Регулярный сезон | Серия плей-офф | Серия плей-офф | Серия плей-офф | Серия плей-офф | Серия плей-офф | Серия плей-офф | Серия плей-офф | Серия плей-офф | Серия плей-офф | Серия плей-офф | Серия плей-офф |
| Сезон                                                                                    | Команда | GP               | GS               | MPG              | FG%              | 3P%              | FT%              | RPG              | APG              | SPG              | BPG              | PPG              | GP             | GS             | MPG            | FG%            | 3P%            | FT%            | RPG            | APG            | SPG            | BPG            | PPG            |
| ---------------------------------------------------------------------------------------- | ------- | ---------------- | ---------------- | ---------------- | ---------------- | ---------------- | ---------------- | ---------------- | ---------------- | ---------------- | ---------------- | ---------------- | -------------- | -------------- | -------------- | -------------- | -------------- | -------------- | -------------- | -------------- | -------------- | -------------- | -------------- |
| 2014/15                                                                                  | Хьюстон | 12               | 0                | 7,5              | 48,3             | 0,0              | 17,4             | 3,0              | 0,2              | 0,1              | 0,8              | 2,7              | 17             | 0              | 7,5            | 67,7           | 0,0            | 51,7           | 2,5            | 0,3            | 0,2            | 0,5            | 3,4            |
| 2015/16                                                                                  | Хьюстон | 77               | 35               | 19,1             | 58,2             | 0,0              | 37,9             | 6,4              | 0,6              | 0,8              | 1,2              | 7,0              | 5              | 0              | 8,7            | 33,3           | 0,0            | 40,0           | 4,0            | 0,4            | 0,6            | 0,4            | 1,6            |
| 2016/17                                                                                  | Хьюстон | 65               | 59               | 23,9             | 64,3             | 0,0              | 53,1             | 8,1              | 1,0              | 0,5              | 1,2              | 12,6             | 11             | 11             | 26,0           | 56,1           | 0,0            | 61,5           | 8,7            | 1,1            | 0,7            | 2,5            | 10,5           |
| 2017/18                                                                                  | Хьюстон | 74               | 74               | 27,5             | 65,2             | 0,0              | 56,0             | 10,8             | 0,9              | 0,8              | 1,9              | 13,9             | 17             | 17             | 30,6           | 66,0           | 0,0            | 47,3           | 11,6           | 1,3            | 0,8            | 2,1            | 12,7           |
| 2018/19                                                                                  | Хьюстон | 67               | 67               | 33,6             | 64,8             | 0,0              | 63,6             | 12,7             | 1,4              | 0,7              | 1,5              | 16,6             | 11             | 11             | 30,1           | 56,1           | 0,0            | 42,9           | 10,3           | 1,5            | 0,3            | 1,1            | 9,7            |
| 2019/20                                                                                  | Хьюстон | 39               | 39               | 32,8             | 62,9             | 0,0              | 52,9             | 13,8             | 1,2              | 0,8              | 1,8              | 13,9             | Не участвовал  | Не участвовал  | Не участвовал  | Не участвовал  | Не участвовал  | Не участвовал  | Не участвовал  | Не участвовал  | Не участвовал  | Не участвовал  | Не участвовал  |
|                                                                                          | Всего   | 334              | 274              | 26,0             | 63,4             | 0,0              | 52,6             | 9,7              | 1,0              | 0,7              | 1,5              | 12,2             | 61             | 39             | 21,4           | 60,6           | 0,0            | 50,3           | 7,7            | 0,9            | 0,5            | 1,4            | 8,3            |
| Наведите курсор мыши на аббревиатуры в заголовке таблицы, чтобы прочесть их расшифровку. |         |                  |                  |                  |                  |                  |                  |                  |                  |                  |                  |                  |                |                |                |                |                |                |                |                |                |                |                |